# Cañón Nordenfelt de 1 pulgada
El Nordenfelt de 1 pulgada era una primigenio cañón naval ligero de disparo rápido, destinado para la defensa de buques de guerra grandes contra las nuevas lanchas torpederas pequeñas y veloces que aparecieron entre las décadas de 1880 y 1890.

## Descripción

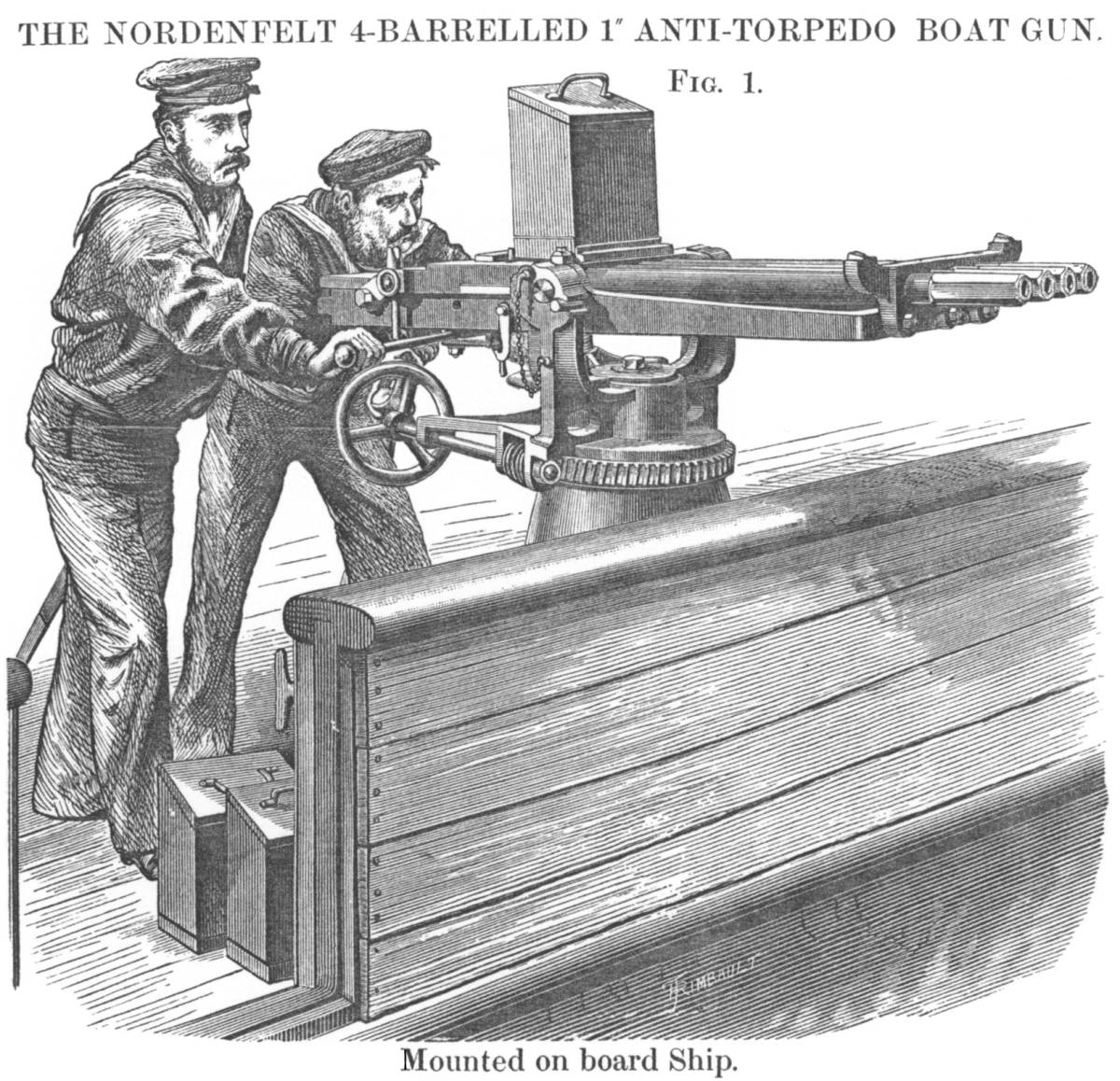
Xilografía de artilleros de la Royal Navy en acción con el modelo de cuatro cañones. El capitán del cañón, a la derecha, opera el mecanismo de rotación.

El cañón era una versión de mayor tamaño de la ametralladora diseñada por Helge Palmcrantz, que combinaba su rápida cadencia de disparo con un proyectil capaz de detener los ataques de lanchas torpederas. Disparaba un proyectil de acero macizo con punta templada y funda de latón: según las cláusulas de la Declaración de San Petersburgo de 1868, está prohibido el empleo de proyectiles explosivos con un peso inferior a 400 g en los conflictos entre los países firmantes.
El Nordenfelt de 1 pulgada fue fabricado en versiones de uno, dos y cuatro cañones. La munición era alimentada por gravedad desde una tolva situada sobre la recámaras, que estaba subdividida en columnas separadas para cada cañón. El artillero cargaba y disparaba los múltiples cañones del arma al mover hacia atrás y adelante una palanca situada en el lado derecho de esta. Cuando la palanca retrocedía, extraía los casquillos vacíos; al avanzar introducía cartuchos nuevos en todas las recámaras y en la parte final de su recorrido disparaba todos los cañones, uno a la vez en rápida sucesión. Por lo que el cañón funcionaba como un cañón de volea, disparando proyectiles en serie, comparado con la contemporánea ametralladora Gatling y las ametralladoras verdaderas que la sucedieron, como la Maxim, que disparaba con una cadencia continua.
El artillero se encargaba de disparar y recargar, mientras que el capitán del cañón lo apuntaba y operaba los mecanismos de elevación y rotación.     

## Munición

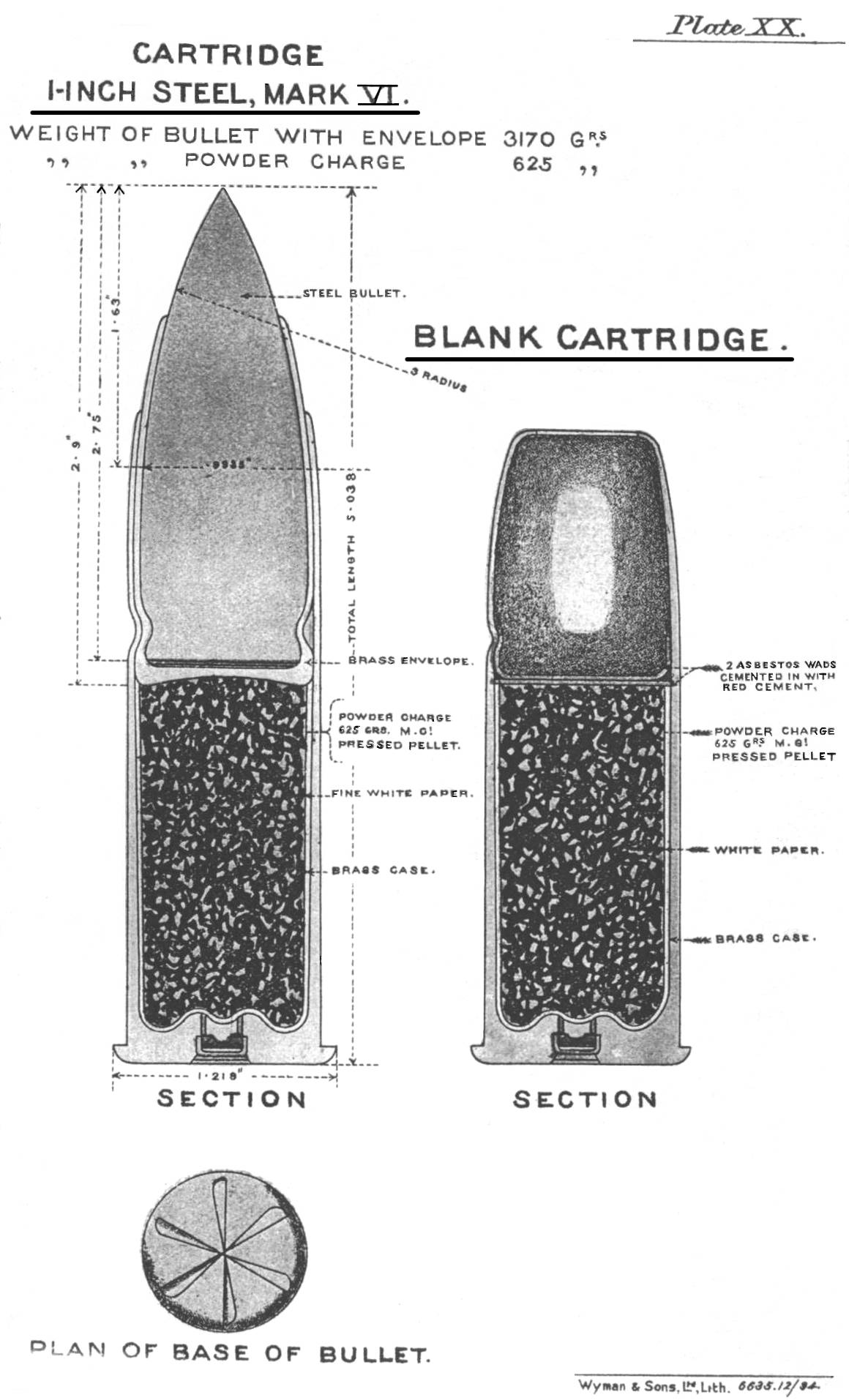
Proyectil británico Mk VI (izquierda) y cartucho de fogueo (derecha).

## Ejemplares sobrevivientes
- El Nordenfelt de cuatro cañones del Museo de artillería del Ejército de Estados Unidos, Maryland.
- El Nordenfelt de dos cañones del Museo Memorial de Guerra Australiano, Canberra, Australia.
- El Nordenfelt de cuatro cañones de la Torre de Londres.
- El Nordenfelt de cinco cañones del Muelle histórico de Chatham
- El Nordenfelt de dos cañones del Museo Memorial del Ejército de Waiouru, Nueva Zelanda.
- El Nordenfelt de cuatro cañones del Museo de la Armada Real de Noruega en Horten.